# You Look So Fine
«You Look So Fine» es una canción de Garbage incluida en su segundo y exitoso disco Version 2.0 que fue lanzada como sencillo en Europa y Australia. En Europa salió a la venta en mayo de 1999, y llegó al puesto 19 dentro de las listas del Reino Unido, convirtiéndose en el décimo Top 50 consecutivo de la banda en ese país. En Australia fue lanzada en diciembre del mismo año, pero no logró el éxito que se esperaba después de "When I grow up".
La canción estuvo acompañada por dos inéditos ("Get Busy With The Fizzy" y "Soldier Through This", que solo apareció en las ediciones del Reino Unido) y varios remixes (a cargo de los DJ's Eric Copper y Fun Lovin' Criminals).

## Posicionamiento
| Listas (1999)    | Posición |
| ---------------- | -------- |
| UK Singles Chart | 19       |

- Datos: Q542662